# Alexandra Shaw

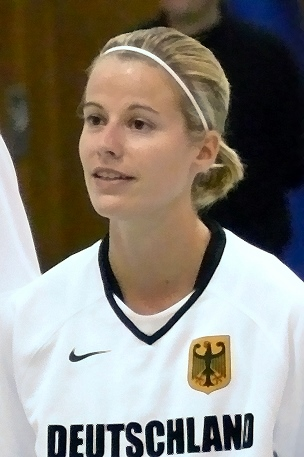
Alexandra Shaw (2007)

Alexandra Shaw, geborene Müller, (* 23. August 1983 in Oettingen in Bayern) ist eine ehemalige deutsche Basketballnationalspielerin.

## Basketballkarriere
1992 begann sie beim TSV Nördlingen ihre Basketballkarriere. Mit diesem wurde sie im Jahr 2000 Deutsche U20-Vizemeisterin. Nach ihrem Abitur im Jahr 2003 wechselte sie an die Northwestern University in die Vereinigten Staaten. Dort studierte sie Betriebswirtschaftslehre und ging die Hochschulauswahl im Sportverband NCAA auf Korbjagd. 2004 wechselte sie zur BSG Ludwigsburg in die 1. Damen-Basketball-Bundesliga.
Nach dem Abstieg Ludwigsburgs wechselte die 1,76 m große Spielerin zur Saison 2006/07 zum TSV 1880 Wasserburg. Mit dem Verein gewann sie das Double, also den Gewinn des Deutschen Pokals und der Deutschen Meisterschaft. In der Saison 2007/08 sicherte sie sich erneut mit ihrem Verein den Deutschen Meistertitel. Zur Saison 2008/09 wechselte Shaw zum Zweitligameister und Aufsteiger TSV Nördlingen zurück, der als neu gegründeter Verein BG Donau-Ries in der 1. Bundesliga antrat. 2009 verpflichtete sie der Erstligist Wildcats Wolfenbüttel. 2010 wechselte sie in die 2. DBBL Süd zum Vizemeister der Saison 2010/11, TSV Amicitia Viernheim, wo sie bis 2014 spielte.

### Nationalmannschaft
Das basketballerische Talent der früheren Leichtathletin wurde schon in jungen Jahren erkannt. Entsprechend durchlief sie alle Jugendnationalmannschaften.
Ihren Einstand in der A-Nationalmannschaft hatte sie beim 73:64-Sieg am 18. November 2001 im Freundschaftsspiel in Namur gegen Gastgeber Belgien. Drei Tage darauf bestritt sie in ihrer Nördlinger Heimathalle ihr zweites Länderspiel (57:85-Niederlage gegen Spanien, EM-Qualifikation).
Sie war Spielerin der deutschen Nationalmannschaft bei der Europameisterschaft 2007 in Chieti in Italien. Bei dem Turnier gelang ihr mit 22 Punkten gegen Rumänien ihr Höchstwert in einem A-Länderspiel. 2008 wurde Shaw erneut in die Nationalmannschaft berufen und spielte in der Vorbereitung der Europameisterschaftsqualifikation, in den Qualifikationsspielen zur Europameisterschaft und in den zusätzlichen Europameisterschaftsqualifikationsspielen. Insgesamt bestritt Alexandra Shaw 95 A-Länderspiele.

## Leben
Alexandra Shaw ist mit dem ehemaligen Basketballspieler und -trainer Ty Shaw verheiratet. Das Paar ließ sich in Greenville (US-Bundesstaat South Carolina) nieder und betreibt ein Unternehmen, das Basketballspieler berät und vermittelt. Des Weiteren ist Alexandra Shaw bei einem Betrieb aus der Automobilzulieferbranche leitend im Einkauf beschäftigt.